# Agudelle
Agudelle ist eine französische Gemeinde mit 133 Einwohnern (Stand: 1. Januar 2022) im Département Charente-Maritime in der Region Nouvelle-Aquitaine (vor 2016 Poitou-Charentes); sie gehört zum Arrondissement Jonzac und zum Kanton Jonzac. Die Einwohner werden Agudellois genannt.

## Geographie
Agudelle liegt etwa 60 Kilometer nördlich von Bordeaux. Umgeben wird Agudelle von den Nachbargemeinden Saint-Simon-de-Bordes im Norden und Nordosten, Villexavier im Osten, Salignac-de-Mirambeau im Süden sowie Allas-Bocage im Westen.

## Bevölkerungsentwicklung
| Jahr                      | 1962 | 1968 | 1975 | 1982 | 1990 | 1999 | 2006 | 2013 | 2019 |
| Einwohner                 | 165  | 166  | 118  | 119  | 99   | 126  | 114  | 131  | 133  |
| Quelle: Cassini und INSEE |      |      |      |      |      |      |      |      |      |

## Sehenswürdigkeiten
Siehe auch: Liste der Monuments historiques in Agudelle
- Kirche St-Eutrope, Monument historique seit 1986